# Dabbaguli, Magadi
Dabbaguli là một làng thuộc tehsil Magadi, huyện Ramanagara, bang Karnataka, Ấn Độ.